# Diederik Samsom
Diederik Maarten Samsom, född 10 juli 1971 i Groningen, är en nederländsk politiker och ledare för Partij van de Arbeid (Arbetarpartiet) sedan mars 2012 till december 2016.